# Kiöntés

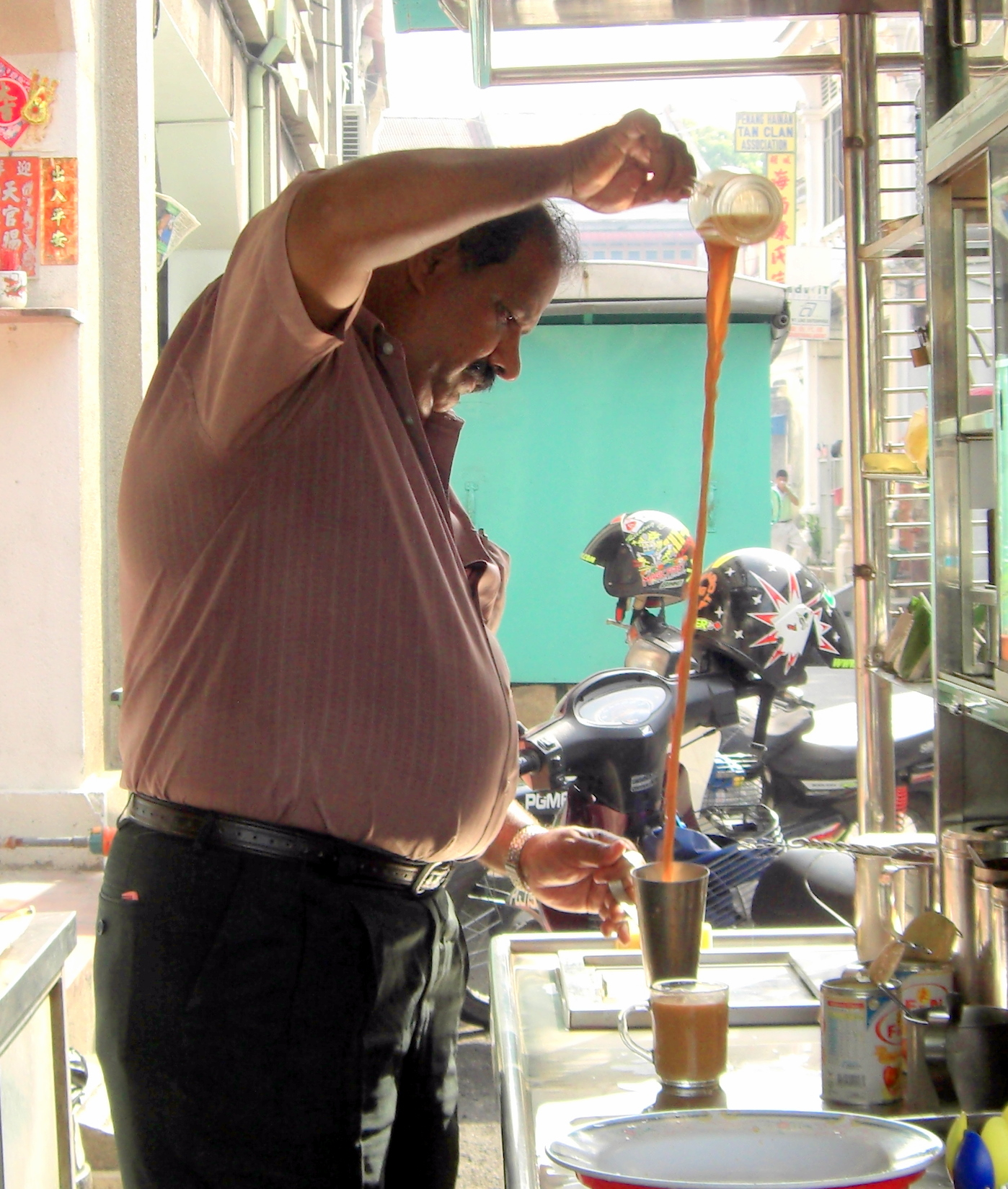
A teh tarik elkészítése magában foglalja a tea ismételt nagy magasságban történő kiöntését egyik edényből a másikba

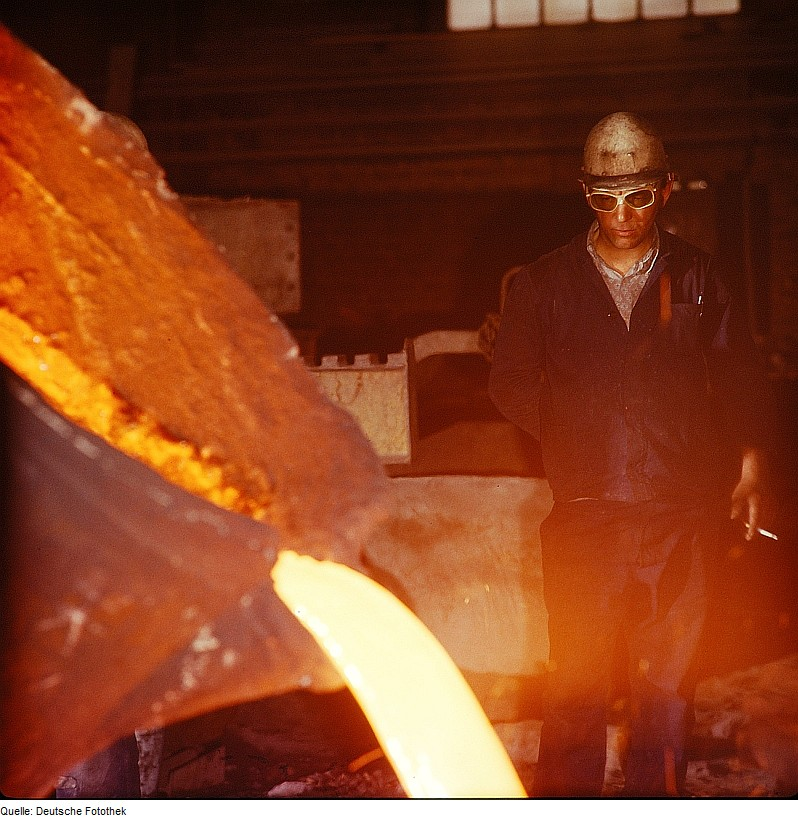
Egy öntödei munkás nézi, ahogy kiöntik az olvadt fémet

A kiöntés áramlástani folyamat, amely során egy nyitott tartály megdöntése történik, amelyben folyadék vagy ömlesztett, folyóképes szilárd anyag van, hogy a tartalma a gravitáció hatására kifolyjon a tartályból. Ez megtörténhet a tartalom másik edénybe való áthelyezésére (például egy közös ital kiöntése egy palackból az egyes csészékbe), a felület bevonása a tartalommal (például szirup szilárd ételre öntésekor vagy a festéköntés művészi technikája), vagy egyszerűen csak ki kell üríteni az eredeti tartályt.

## Fizikai szempontok
Amikor folyadékot öntenek egyik tartályból a másikba, különböző paraméterek, például az öntés sebessége, a forrás- és céltartályok közötti távolság, a rezgés és a környezetbe vagy a környezetből történő hőátadás sebessége változásokat okozhat az öntött folyadékban. A kontextustól függően ezek a változások kívánatosak vagy nemkívánatosak lehetnek. Például a malajziai stílusú teh tarik "húzott tea" elkészítésekor a tejjel kevert főzött teát oda-vissza öntik két tartály között növekvő távolságra, hogy habot hozzanak létre és lehűtsék a teát. Ezzel szemben az olyan ipari folyamatokban, mint az öntés, ahol az olvasztott fémet öntik a formába, az öntési folyamat bifilmek (kétszeresen oxidált, egymásra hajtogatott felületek) képződését idézheti elő, amelyek további hibákhoz vezetnek a végső öntött részben.
A tisztán kézzel történő öntés során az összes változó szabályozásának nehézsége, valamint a forró folyadék fröccsenése miatti potenciális veszély a közelben tartózkodó emberekre, az ipari környezetben használható automatizált öntőberendezések kifejlesztéséhez vezetett. A robotika területén is végeztek kutatásokat olyan robotok kifejlesztésére, amelyek képesek italokat és szemcsés összetevőket, például cukrot önteni. A kiöntő rendszerek egyedi nehézségekkel szembesülnek a fizikai tárgyakat manipuláló robotok más eseteihez képest: az érintkező érzékelőket nem lehet közvetlenül a folyadékokhoz csatlakoztatni, így az öntési paraméterek, például a rezgés és a kiöntött folyadék mennyiségének mérése számítógépes alkalmazású látástechnikákat igényelhet.

## Kulturális szempontok
Az "imák kiöntése" metaforája megjelenik a szanszkrit, latin és az ógörög költészetben, utalva az ital szó szerinti kiöntésére a földre vagy egy ikon fölé, mint egy italáldozatra.

## Fordítás
Ez a szócikk részben vagy egészben  a   Pouring című angol Wikipédia-szócikk fordításán alapul.  Az eredeti cikk szerkesztőit annak laptörténete sorolja fel. Ez a jelzés csupán a megfogalmazás eredetét és a szerzői jogokat jelzi, nem szolgál a cikkben szereplő információk forrásmegjelöléseként.